# شهرک شهید کلاهدوز (بمپور)
شهرک شهید کلاهدوز روستایی در دهستان خیرآباد بخش مرکزی شهرستان بمپور استان سیستان و بلوچستان ایران است.

## جمعیت
بر پایه سرشماری عمومی نفوس و مسکن در سال ۱۳۹۵ جمعیت این روستا ۱٬۳۲۱ نفر (۳۲۶خانوار) بوده‌است.